# Ben Morris
Ben Morris é um produtor de cinema estadunidense. Foi indicado ao Oscar de melhor filme na edição de 2018 pela realização da obra Star Wars: The Last Jedi e na edição de 2008 por The Golden Compass.